# Temporada de furacões no Atlântico de 2025
A temporada de furacões no Atlântico de 2025 é atual temporada de furacões no Oceano Atlântico no Hemisfério Norte. Ela começou oficialmente em 1º de junho de 2025 e terminará em 30 de novembro de 2025, datas adotadas por convenção, descrevendo historicamente o período em cada ano em que a maior parte da ciclogênese subtropical ou tropical ocorre no Oceano Atlântico (mais de 97%). 
A NOAA estimou em 22 de maio de 2025 60% de chances de uma temporada acima do normal, com 13 a 19 ciclones tropicais nomeados (ventos de 63 km/h ou mais), sendo que destes 6 a 10 deveriam se tornar furacões (ventos de 119 km/h ou mais), incluindo 3 a 5 grandes furacões (categoria 3, 4 ou 5; com ventos de 178 km/h ou mais). 

## Previsões
Em 15 de maio de 2025, o Centro Nacional de Furacões (NHC) começou a emitir regularmente as Perspectivas Climáticas Tropicais de cinco e sete dias, que descrevem áreas significativas de tempo perturbado e seu potencial para atividade de ciclones tropicais na bacia.
A NOAA, principal órgão dos Estados Unidos para a previsão destes sistemas, estimou em 22 de maio de 2025 60% de chances de uma temporada acima do normal, com 13 a 19 ciclones tropicais nomeados (ventos de 63 km/h ou mais), sendo que destes 6 a 10 devem se tornar furacões (ventos de 119 km/h ou mais), incluindo 3 a 5 grandes furacões (categoria 3, 4 ou 5; com ventos de 178 km/h ou mais). 

## Nomes
A seguinte lista de nome, emitida pela Organização Meteorológica Mundial, neste temporada. Esta é a mesma lista usada na temporada de 2019, com exceção de Dexter, que substituiu Dorian, eliminado pelos impactos que causou no Caribe, Estados Unidos e Canadá. 
| Andrea (sem uso) Barry (sem uso) Chantal (sem uso) Dexter (sem uso) Erin (sem uso) Fernand (sem uso) Gabrielle (sem uso) | Humberto (sem uso) Imelda (sem uso) Jerry (sem uso) Karen (sem uso) Lorenzo (sem uso) Melissa (sem uso) Nestor (sem uso) | Olga (sem uso) Pablo (sem uso) Rebekah (sem uso) Sebastien (sem uso) Tanya (sem uso) Van (sem uso) Wendy (sem uso) |

## Sistemas

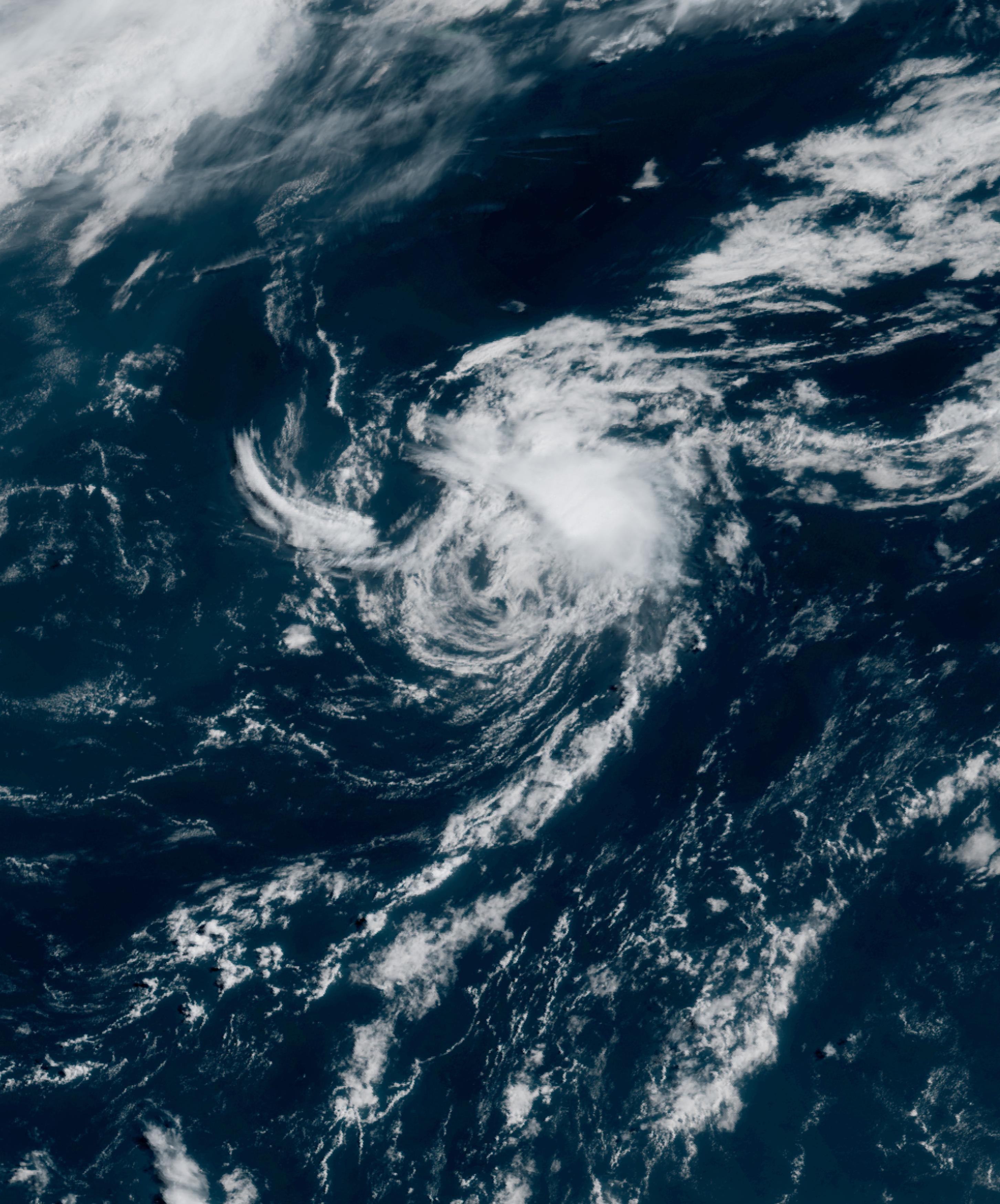

### Andrea
O NHC monitorava uma perturbação entre o nordeste das Bermudas e oeste dos Açores com poucas chances de se tornar um ciclone tropical por estar muito a norte no Oceano Atlântico, mas no dia 24 de junho Andrea foi nomeado porque adquiriu uma "convecção persistente durante a noite", segundo o Centro. "Sua localização é um tanto incomum para junho, visto que nenhuma outra tempestade se formou tão ao norte e leste quanto Andrea", pontuou Brian Donegan, meteorologista da Fox Weather.
Os avisos do NHC foram descontinuados 14 horas depois do ciclone ser nomeado, quando ele se tornou uma baixa remanescente, nas águas temperadas de cerca de 20°C no nordeste do Atlântico. 

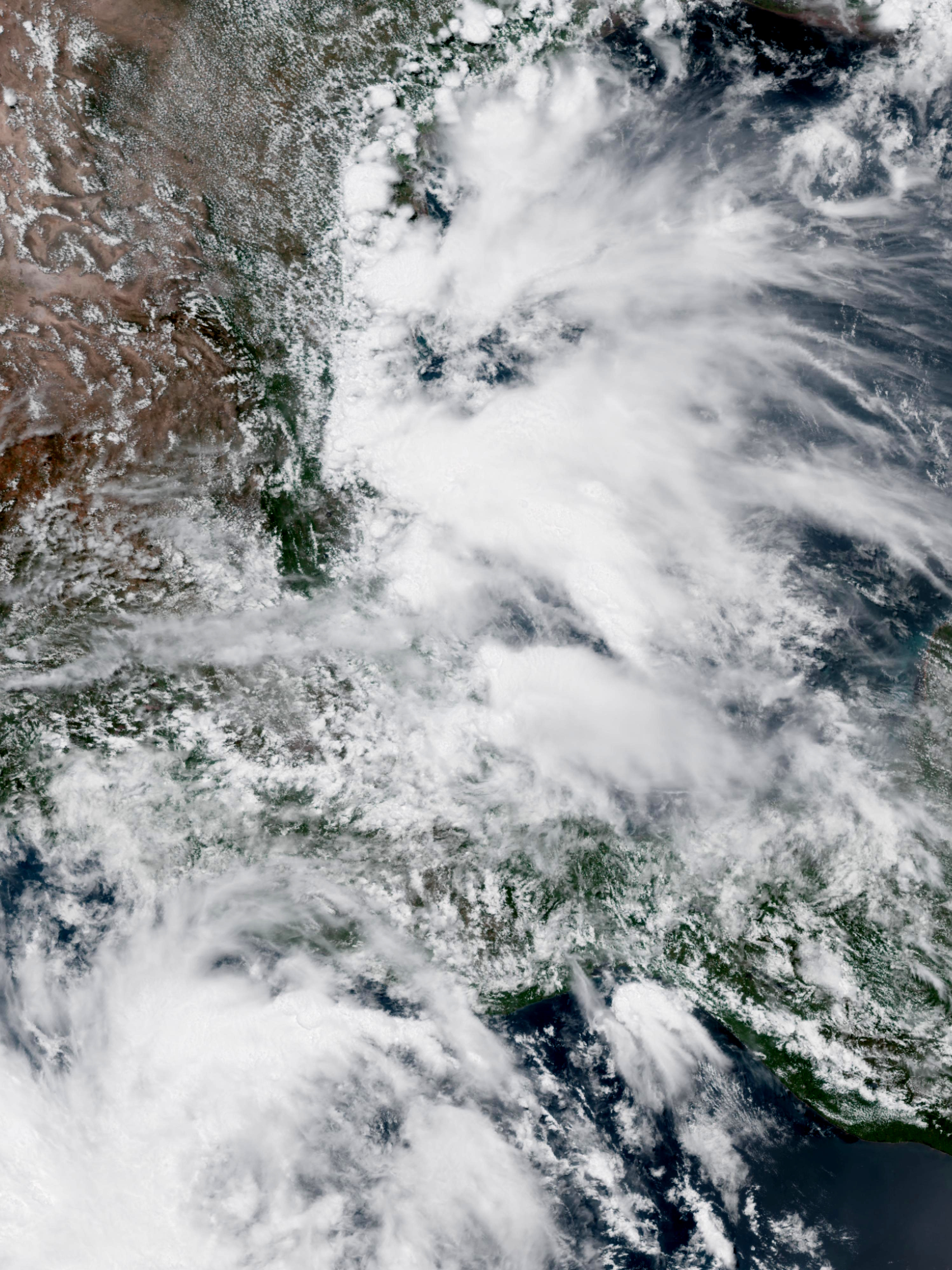

### Barry
No dia 28 de junho a "depressão tropical número 1" se formou na Bacia de Campeche e os sistema foi nomeado na manhã do dia 29, com avisos para fortes chuvas no leste do México.   No dia 30 o ciclone chegou a Tampico como uma tempestade tropical, com ventos sustentados de cerca de 65 km/h, mas logo foi rebaixado para uma depressão tropical.  
Barry provocou chuvas fortes no centro do México, nos estados de Veracruz, Puebla, Tamaulipas, San Luis Potosí e Hidalgo e enchentes ocorreram principalmente em San Luis Potosí.  
Na tarde de 3 julho, uma circulação de nível médio remanescente de Barry aliada a uma massa de umidade vinda do Pacífico causou chuvas torrenciais em Texas Hill Country, principalmente no Condado de Kerr, levando a enchentes catastróficas generalizadas que provocaram mais de 100 mortes. 

### Chantal
No fim da tarde de 04 de julho o NHC emitiu o "Aviso número 1 sobre depressão tropical três", quando o ciclone tropical estava a cerca de 24 quilômetros a sudeste de Charleston, na Carolina do Sul, e tinha ventos constantes de 55 km/h. No aviso vinha a indicação de que o centro da depressão provavelmente se moveria perto ou sobre a costa da Carolina do Sul na manhã de domingo.
Na manhã de sábado o sistema foi nomeado Chantal quando virou uma tempestade tropical.  No domingo de 06 de julho, às 5 horas (horário local), Chantal desembarcou no leste da Carolina do Sul, pouco a sul de Murrells Inlet, com ventos de 85 km/h, com avisos para enchentes repentinas também para a Carolina do Norte, que alcançou horas depois de cruzar o leste da Carolina do Sul.  